# Куартель
Куартель (валенс. Quartell (офіційна назва), ісп. Cuartell) — муніципалітет в Іспанії, у складі автономної спільноти Валенсія, у провінції Валенсія. Населення — 1480 осіб (2010).

## Географія
Муніципалітет розташований на відстані близько 300 км на схід від Мадрида, 31 км на північ від Валенсії.

## Демографія
Динаміка населення (INE ):

## Галерея зображень

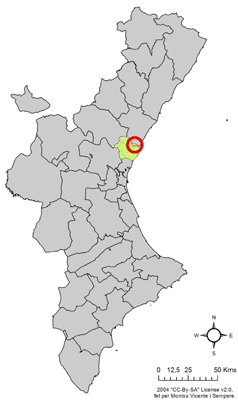
Розташування муніципалітету у автономній спільноті Валенсія
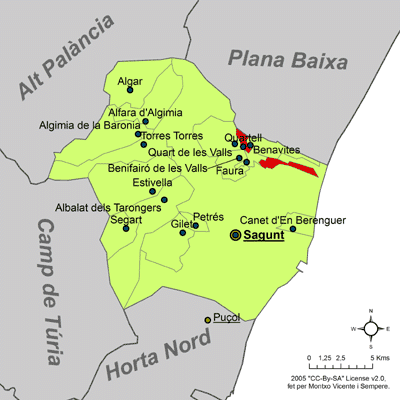
Розташування муніципалітету у комарці Кампо-де-Морведре
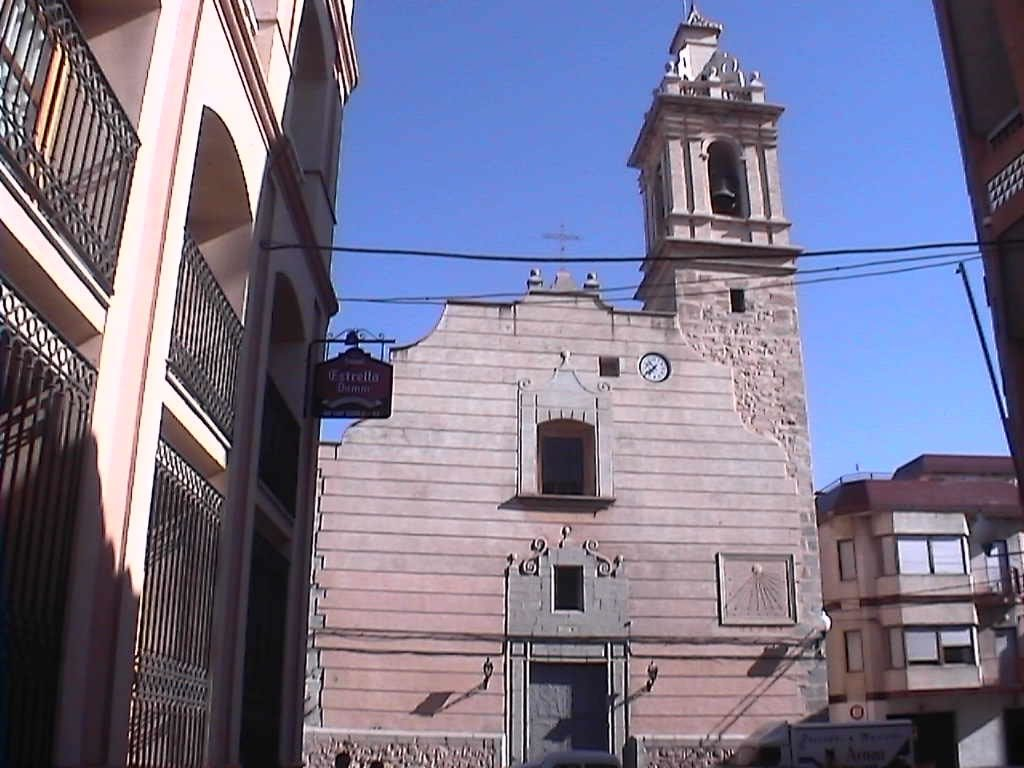
Церква Санта-Ана
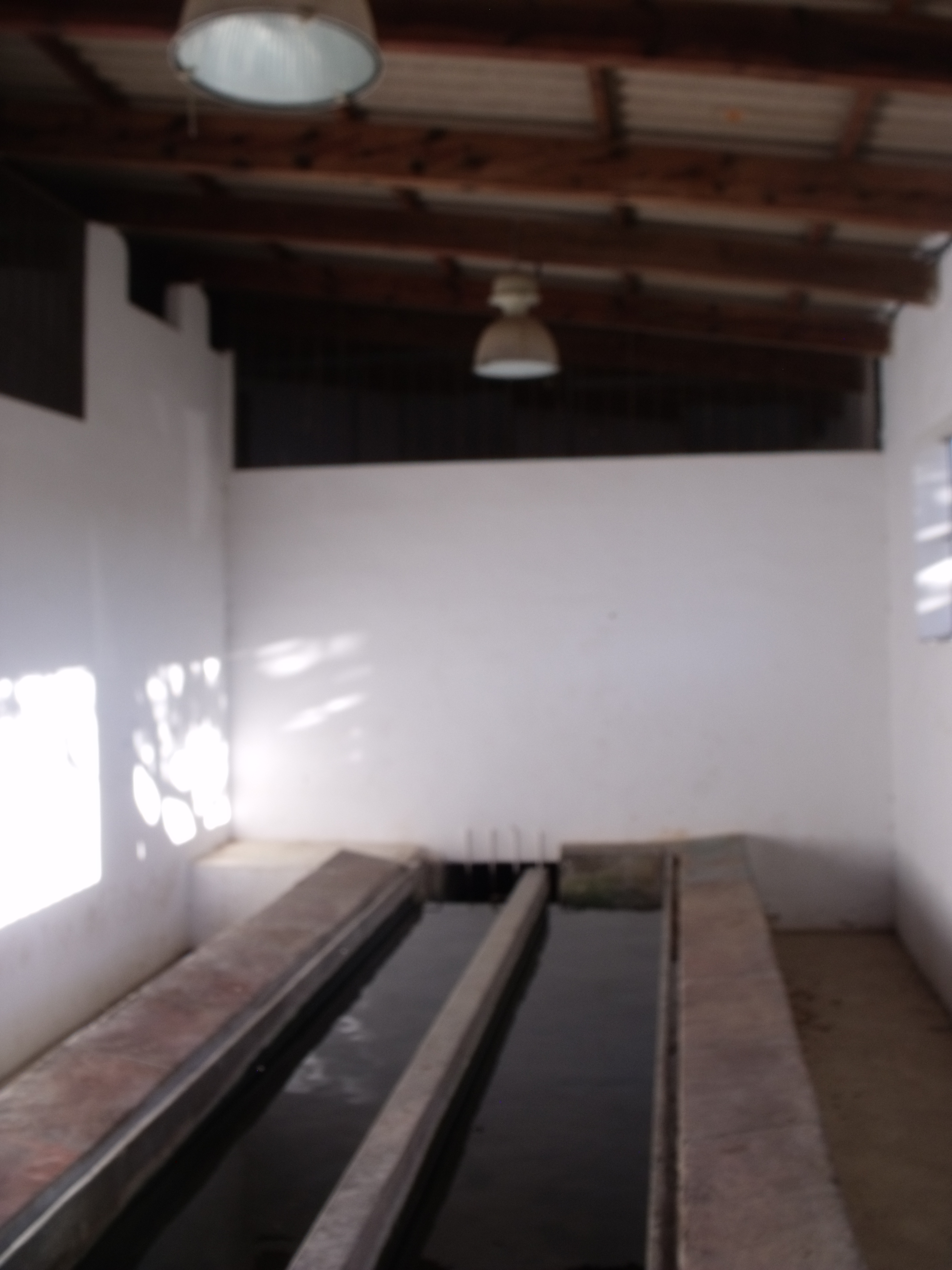
Пральня
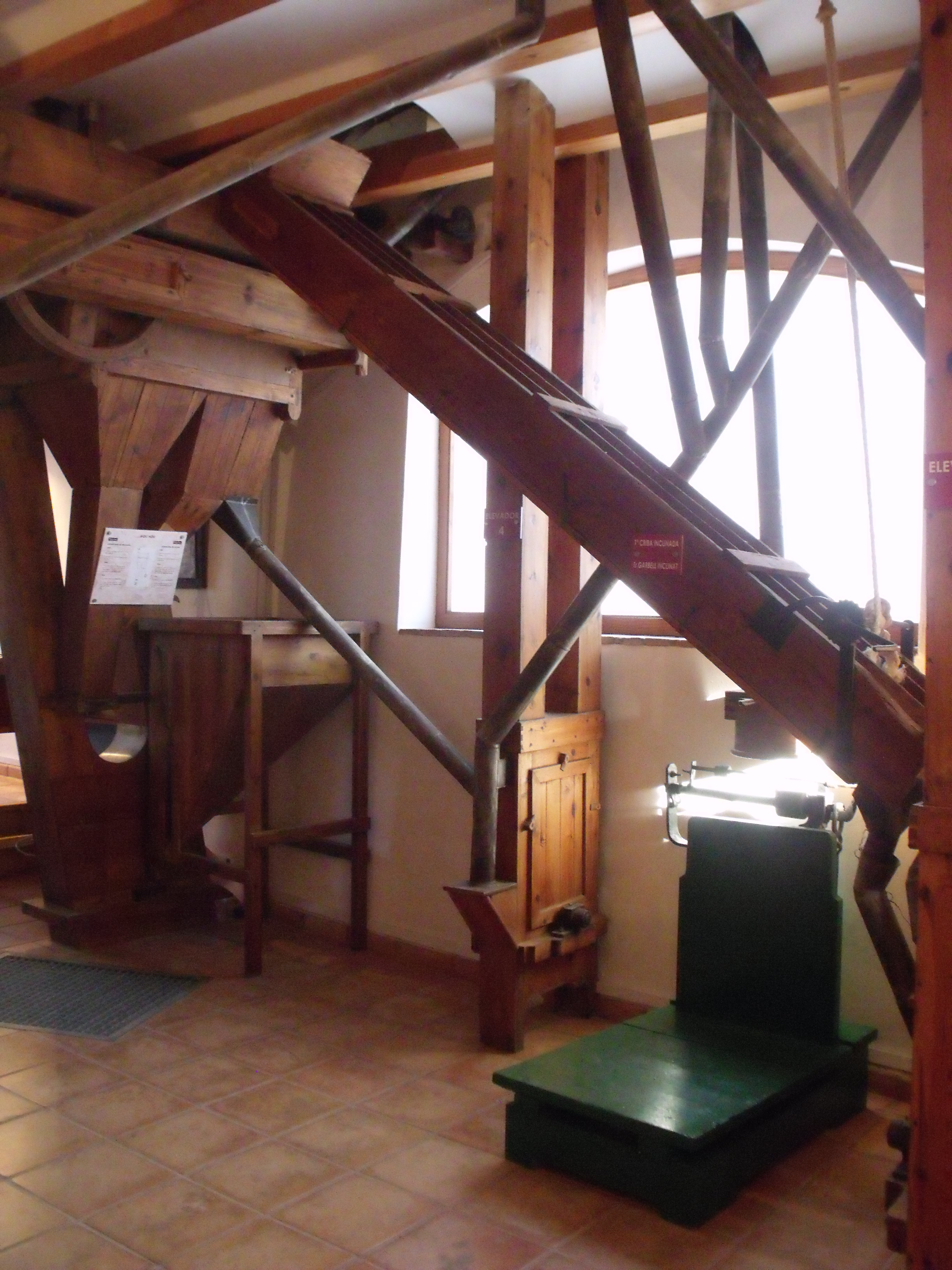
Новий завод. Музей води